# Chris Hooijkaas
Chris Hooijkaas (Roterdã, 6 de janeiro de 1861 — 15 de outubro de 1926) foi um velejador neerlandês, medalhista olímpico. Ele competiu nas provas de classe 3 – 10 Ton realizadas nos Jogos Olímpicos de Verão de 1900, conquistou a medalha de prata na segunda corrida disputada a bordo do Mascotte ao lado de Henri Smulders e Arie van der Velden.